# Perkin's Pep Producer
Perkin's Pep Producer è un cortometraggio muto del 1915 diretto da Sid Smith (Sidney Smith).
È il sesto episodio della serie The Chronicles of Bloom Center.

## Produzione
Il film fu prodotto dalla Selig Polyscope Company.

## Distribuzione
Distribuito dalla General Film Company, il film - un cortometraggio in due bobine - uscì nelle sale cinematografiche statunitensi il 20 dicembre 1915.